# Królestwo Lombardzko-Weneckie
Królestwo Lombardzko-Weneckie (wł. Regno Lombardo-Veneto, niem. Königreich Lombardo-Venetien) – prowincja (kraj koronny od 1849) Cesarstwa Austriackiego w północnych Włoszech. Utworzone w 1815 na mocy postanowień kongresu wiedeńskiego na terenach włoskich przyłączonych do Cesarstwa Austriackiego. W 1859 Lombardia została przyłączona do Królestwa Sardynii, a w 1866 Włochy anektowały Wenecję. Monarchę reprezentował wicekról, którym podlegali gubernatorzy, odrębny dla części lombardzkiej, odrębny dla weneckiej.

## Królowie lombardzko-weneccy
| # | Imię                   |  | Urodzony                    | Zmarł                        | Czas rządów    | Rodzice                                              |
| - | ---------------------- |  | --------------------------- | ---------------------------- | -------------- | ---------------------------------------------------- |
| 1 | Franciszek I           |  | 12 lutego 1768 Florencja    | 2 marca 1835 Wiedeń          | 1815–1835      | Leopold II Habsburg Maria Ludwika Hiszpańska         |
| 2 | Ferdynand I Dobrotliwy |  | 19 kwietnia 1793 Wiedeń     | 29 czerwca 1875 Praga        | 1835–1848      | Franciszek I Habsburg Maria Teresa Burbon-Sycylijska |
| 3 | Franciszek Józef I     |  | 18 sierpnia 1830 Schönbrunn | 21 listopada 1916 Schönbrunn | 1848–1859/1866 | Franciszek Karol Habsburg Zofia Wittelsbach          |

## Wicekrólowie lombardzko-weneccy
- 1814–1815: Henryk XV Reuss-Plauen
- 1815–1816: Henryk von Bellegarde
- 1816–1818: Antoni Wiktor Habsburg
- 1818–1848: Rajner Józef Habsburg
- 1848–1857: wakat (rządy sprawował gubernator Joseph Radetzky)
- 1857–1859: Maksymilian Habsburg (późniejszy cesarz Meksyku)
- 1859: wakat (rządy sprawował generał Ferencz Gyulai)